# Lista de mesorregiões e microrregiões do Rio de Janeiro

Mapa do Rio de Janeiro mostrando seus municípios agrupados em microrregiões, que por sua vez estão agrupadas em mesorregiões.

Esta é a lista de mesorregiões e microrregiões do Rio de Janeiro, estado brasileiro da Região Sudeste do país. O estado do Rio de Janeiro foi dividido geograficamente pelo IBGE em seis mesorregiões, que por sua vez abrangiam 18 microrregiões, segundo o quadro vigente entre 1989 e 2017.
Em 2017, o IBGE extinguiu as mesorregiões e microrregiões, criando um novo quadro regional brasileiro, com novas divisões geográficas denominadas, respectivamente, regiões geográficas intermediárias e imediatas.

## Mesorregiões do Rio de Janeiro
| Mesorregião                     | Código | Número de municípios | Localização            | Microrregiões              | Código |
| ------------------------------- | ------ | -------------------- | ---------------------- | -------------------------- | ------ |
| Noroeste Fluminense             | 01     | 13                   |                        | Itaperuna                  | 001    |
| Noroeste Fluminense             | 01     | 13                   | Santo Antônio de Pádua | 002                        |        |
| Norte Fluminense                | 02     | 9                    |                        | Campos dos Goytacazes      | 003    |
| Norte Fluminense                | 02     | 9                    | Macaé                  | 004                        |        |
| Centro Fluminense               | 03     | 16                   |                        | Três Rios                  | 005    |
| Centro Fluminense               | 03     | 16                   | Cantagalo-Cordeiro     | 006                        |        |
| Centro Fluminense               | 03     | 16                   | Nova Friburgo          | 007                        |        |
| Centro Fluminense               | 03     | 16                   | Santa Maria Madalena   | 008                        |        |
| Baixadas Litorâneas             | 04     | 10                   |                        | Bacia de São João          | 009    |
| Baixadas Litorâneas             | 04     | 10                   | Lagos                  | 010                        |        |
| Sul Fluminense                  | 05     | 14                   |                        | Vale do Paraíba Fluminense | 011    |
| Sul Fluminense                  | 05     | 14                   | Barra do Piraí         | 012                        |        |
| Sul Fluminense                  | 05     | 14                   | Baía da Ilha Grande    | 013                        |        |
| Metropolitana do Rio de Janeiro | 06     | 30                   |                        | Vassouras                  | 014    |
| Metropolitana do Rio de Janeiro | 06     | 30                   | Serrana                | 015                        |        |
| Metropolitana do Rio de Janeiro | 06     | 30                   | Macacu-Caceribu        | 016                        |        |
| Metropolitana do Rio de Janeiro | 06     | 30                   | Itaguaí                | 017                        |        |
| Metropolitana do Rio de Janeiro | 06     | 30                   | Rio de Janeiro         | 018                        |        |

## Microrregiões do Rio de Janeiro divididas por mesorregiões

### Mesorregião do Noroeste Fluminense
| Microrregião           | Código | Localização            | Municípios              |
| ---------------------- | ------ | ---------------------- | ----------------------- |
| Itaperuna              | 001    |                        | Bom Jesus do Itabapoana |
| Itaperuna              | 001    | Italva                 |                         |
| Itaperuna              | 001    | Itaperuna              |                         |
| Itaperuna              | 001    | Laje do Muriaé         |                         |
| Itaperuna              | 001    | Natividade             |                         |
| Itaperuna              | 001    | Porciúncula            |                         |
| Itaperuna              | 001    | Varre-Sai              |                         |
| Santo Antônio de Pádua | 002    |                        | Aperibé                 |
| Santo Antônio de Pádua | 002    | Cambuci                |                         |
| Santo Antônio de Pádua | 002    | Itaocara               |                         |
| Santo Antônio de Pádua | 002    | Miracema               |                         |
| Santo Antônio de Pádua | 002    | Santo Antônio de Pádua |                         |
| Santo Antônio de Pádua | 002    | São José de Ubá        |                         |

### Mesorregião do Norte Fluminense
| Microrregião          | Código | Localização                 | Municípios            |
| --------------------- | ------ | --------------------------- | --------------------- |
| Campos dos Goytacazes | 003    |                             | Campos dos Goytacazes |
| Campos dos Goytacazes | 003    | Cardoso Moreira             |                       |
| Campos dos Goytacazes | 003    | São Fidélis                 |                       |
| Campos dos Goytacazes | 003    | São Francisco de Itabapoana |                       |
| Campos dos Goytacazes | 003    | São João da Barra           |                       |
| Macaé                 | 004    |                             | Carapebus             |
| Macaé                 | 004    | Conceição de Macabu         |                       |
| Macaé                 | 004    | Macaé                       |                       |
| Macaé                 | 004    | Quissamã                    |                       |

### Mesorregião do Centro Fluminense
| Microrregião         | Código | Localização               | Municípios           |
| -------------------- | ------ | ------------------------- | -------------------- |
| Três Rios            | 005    |                           | Areal                |
| Três Rios            | 005    | Comendador Levy Gasparian |                      |
| Três Rios            | 005    | Paraíba do Sul            |                      |
| Três Rios            | 005    | Sapucaia                  |                      |
| Três Rios            | 005    | Três Rios                 |                      |
| Cantagalo-Cordeiro   | 006    |                           | Cantagalo            |
| Cantagalo-Cordeiro   | 006    | Carmo                     |                      |
| Cantagalo-Cordeiro   | 006    | Cordeiro                  |                      |
| Cantagalo-Cordeiro   | 006    | Macuco                    |                      |
| Nova Friburgo        | 007    |                           | Bom Jardim           |
| Nova Friburgo        | 007    | Duas Barras               |                      |
| Nova Friburgo        | 007    | Nova Friburgo             |                      |
| Nova Friburgo        | 007    | Sumidouro                 |                      |
| Santa Maria Madalena | 008    |                           | Santa Maria Madalena |
| Santa Maria Madalena | 008    | São Sebastião do Alto     |                      |
| Santa Maria Madalena | 008    | Trajano de Moraes         |                      |

### Mesorregião das Baixadas Litorâneas
| Microrregião      | Código | Localização         | Municípios        |
| ----------------- | ------ | ------------------- | ----------------- |
| Bacia de São João | 009    |                     | Casimiro de Abreu |
| Bacia de São João | 009    | Rio das Ostras      |                   |
| Bacia de São João | 009    | Silva Jardim        |                   |
| Lagos             | 010    |                     | Araruama          |
| Lagos             | 010    | Armação dos Búzios  |                   |
| Lagos             | 010    | Arraial do Cabo     |                   |
| Lagos             | 010    | Cabo Frio           |                   |
| Lagos             | 010    | Iguaba Grande       |                   |
| Lagos             | 010    | São Pedro da Aldeia |                   |
| Lagos             | 010    | Saquarema           |                   |

### Mesorregião do Sul Fluminense
| Microrregião               | Código | Localização    | Municípios     |
| -------------------------- | ------ | -------------- | -------------- |
| Vale do Paraíba Fluminense | 011    |                | Barra Mansa    |
| Vale do Paraíba Fluminense | 011    | Itatiaia       |                |
| Vale do Paraíba Fluminense | 011    | Pinheiral      |                |
| Vale do Paraíba Fluminense | 011    | Piraí          |                |
| Vale do Paraíba Fluminense | 011    | Porto Real     |                |
| Vale do Paraíba Fluminense | 011    | Quatis         |                |
| Vale do Paraíba Fluminense | 011    | Resende        |                |
| Vale do Paraíba Fluminense | 011    | Rio Claro      |                |
| Vale do Paraíba Fluminense | 011    | Volta Redonda  |                |
| Barra do Piraí             | 012    |                | Barra do Piraí |
| Barra do Piraí             | 012    | Rio das Flores |                |
| Barra do Piraí             | 012    | Valença        |                |
| Baía da Ilha Grande        | 013    |                | Angra dos Reis |
| Baía da Ilha Grande        | 013    | Paraty         |                |

### Mesorregião Metropolitana do Rio de Janeiro
| Microrregião    | Código | Localização                   | Municípios                  |
| --------------- | ------ | ----------------------------- | --------------------------- |
| Vassouras       | 014    |                               | Engenheiro Paulo de Frontin |
| Vassouras       | 014    | Mendes                        |                             |
| Vassouras       | 014    | Miguel Pereira                |                             |
| Vassouras       | 014    | Paracambi                     |                             |
| Vassouras       | 014    | Paty do Alferes               |                             |
| Vassouras       | 014    | Vassouras                     |                             |
| Serrana         | 015    |                               | Petrópolis                  |
| Serrana         | 015    | Teresópolis                   |                             |
| Serrana         | 015    | São José do Vale do Rio Preto |                             |
| Macacu-Caceribu | 016    |                               | Cachoeiras de Macacu        |
| Macacu-Caceribu | 016    | Rio Bonito                    |                             |
| Itaguaí         | 017    |                               | Itaguaí                     |
| Itaguaí         | 017    | Mangaratiba                   |                             |
| Itaguaí         | 017    | Seropédica                    |                             |
| Rio de Janeiro  | 018    |                               | Belford Roxo                |
| Rio de Janeiro  | 018    | Duque de Caxias               |                             |
| Rio de Janeiro  | 018    | Guapimirim                    |                             |
| Rio de Janeiro  | 018    | Itaboraí                      |                             |
| Rio de Janeiro  | 018    | Japeri                        |                             |
| Rio de Janeiro  | 018    | Magé                          |                             |
| Rio de Janeiro  | 018    | Maricá                        |                             |
| Rio de Janeiro  | 018    | Mesquita                      |                             |
| Rio de Janeiro  | 018    | Nilópolis                     |                             |
| Rio de Janeiro  | 018    | Niterói                       |                             |
| Rio de Janeiro  | 018    | Nova Iguaçu                   |                             |
| Rio de Janeiro  | 018    | Queimados                     |                             |
| Rio de Janeiro  | 018    | Rio de Janeiro                |                             |
| Rio de Janeiro  | 018    | São Gonçalo                   |                             |
| Rio de Janeiro  | 018    | São João de Meriti            |                             |
| Rio de Janeiro  | 018    | Tanguá                        |                             |